# SNCF X 74500
De X 74500 zijn treinstellen van de SNCF op meterspoor, en rijden op de ligne du Blanc à Argent. De vijf treinen zijn eind 2003 in dienst gegaan, en zijn gebouwd door het bedrijf CFD in Bagnères-de-Bigorre.

## Diensten
TER Centre

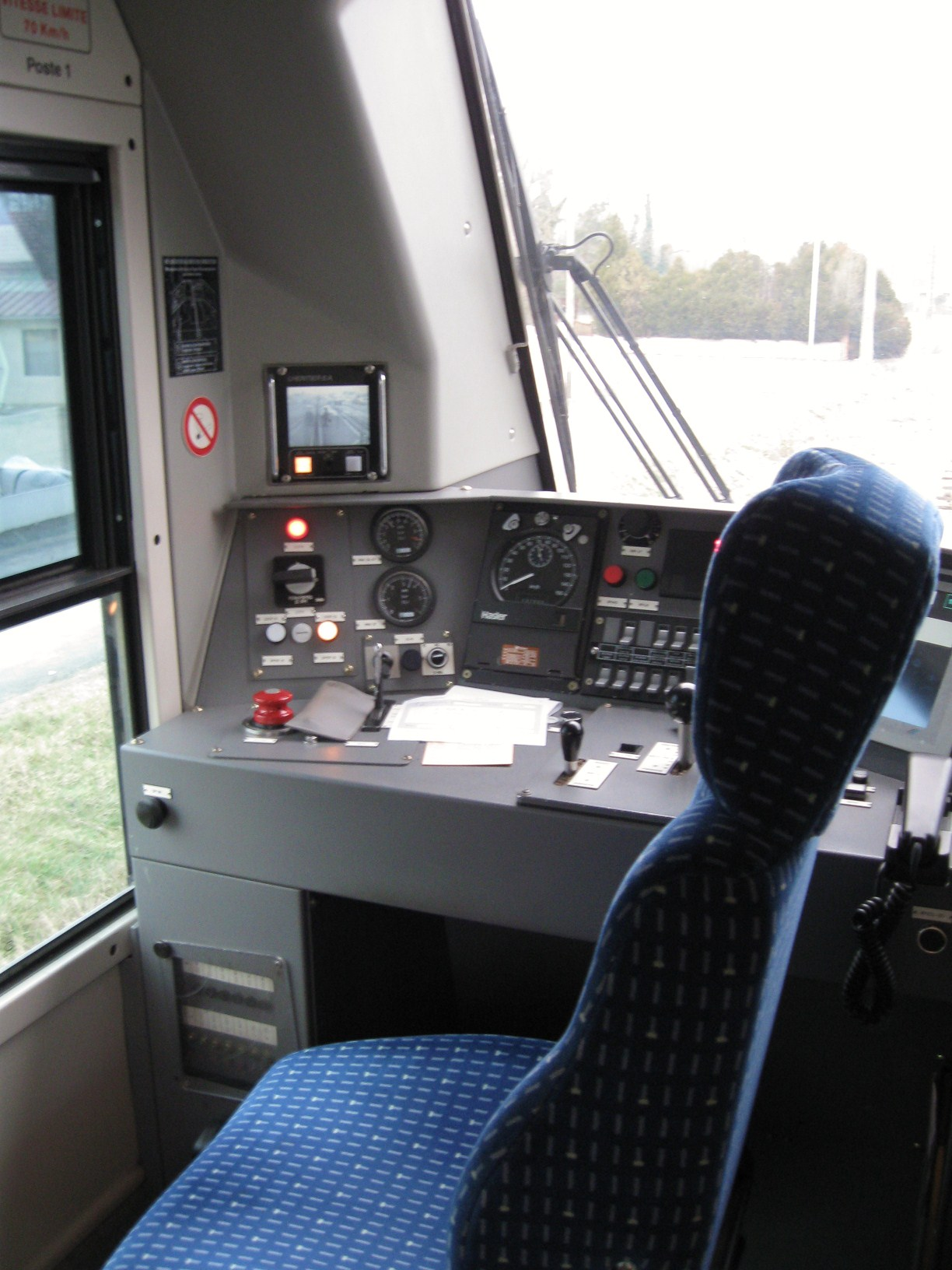
Bestuurscabine

- Salbris - Romorantin-Lanthenay - Luçay-le-Mâle

| Motor   | Indienststelling | Buitendienststelling | Depot      |
| ------- | ---------------- | -------------------- | ---------- |
| X 74501 | 1 december 2003  | /                    | Romorantin |
| X 74502 | 1 december 2003  | /                    | Romorantin |
| X 74503 | 1 december 2003  | /                    | Romorantin |
| X 74504 | 1 december 2003  | 2007                 | Romorantin |
| X 74505 | 1 december 2003  | /                    | Romorantin |